# Calevoet
Calevoet (prononcé [kalvut] ; en néerlandais : Kalevoet) est un quartier de la commune de Uccle, dans la Région de Bruxelles-Capitale. Calevoet est situé dans le sud-ouest de la municipalité, à la frontière avec les communes de Drogenbos, Beersel , et Linkebeek.

## Histoire

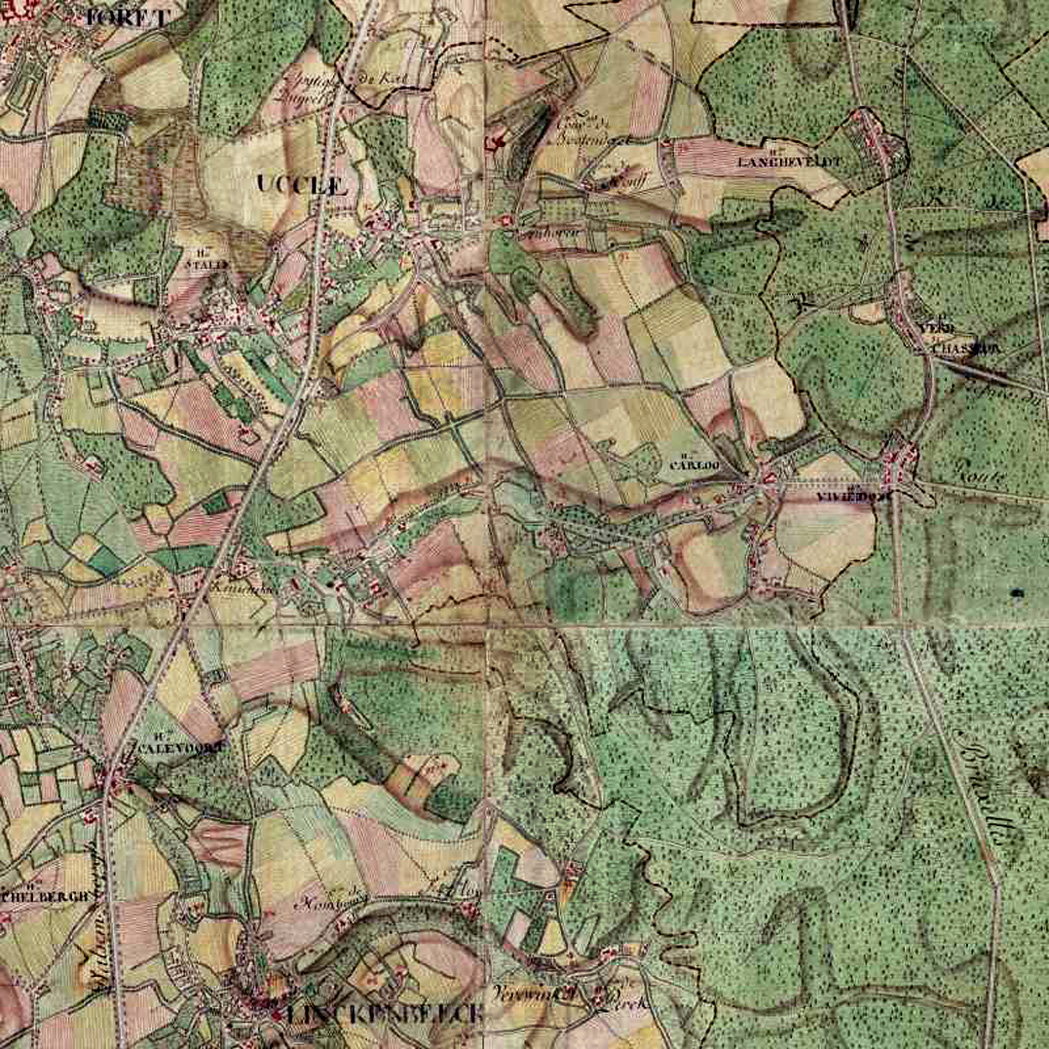
Uccle sur la carte de Ferraris avec dans le sud-ouest Calevoet

Calevoet était un hameau à l'ouest de Linkebeek dans une vallée le long du Linkebeek, dénommé Fond de la Calevoet. Les plus anciennes mentions de la place datant du début du XIIIe siècle comme Calenvort. Le nom pourrait être une composition de cale, se référant à une zone stérile, et devort qui désignait un gué du Linkebeek. Le "r" a disparu du nom au XVIIIe siècle. C'était une communauté rurale, appartenant au domaine ducal de Uccle. Dans Calevoet se trouvait également Nekkersgat et Groelst, qui dépendaient des seigneuries de Saint-Job et de la Stalle.
Au XIVe siècle, une chapelle en bois a été construite à Calevoet, dédiée à Notre-Dame de la Consolation. En 1425, celle-ci a été remplacé par une chapelle en pierre avec plan octogonal. Dans la première moitié du XVIIe siècle le village a été transformée par la construction de la chaussée d'Alsemberg, un corridor sud deallant de Saint-Gilles, à Calevoet, puis à Alsemberg. Un pont  permettait de traverser le Linkebeek. Le carte de Ferraris à partir des années 1770, montre le hameau Calevoort et de la chapelle où la chaussée de Linkebeek se trouve.  À la fin de l'Ancien Régime ont été les communes ont été créées et la région au nord du Linkebeek fut donné à la commune d'Uccle. Au moment de la Révolution française, la chapelle fut détruite, et, en 1828, complètement décomposé. Plus tard, on y construisit une petite chapelle, avec une statue de la vierge Marie.
En 1873, dans le nord, à mi-chemin entre Uccle et Calevoet, le long de la chaussée d'alsemberg la gare de Uccle-Calevoet fut construite le long de la nouvelle ligne de chemin de fer 124 entre Bruxelles et Charleroi. Dans le village de Calevoet sur le territoire de Beersel se tenait la Brasserie Van Haelen. La brasserie a grandi et eu un certain succès au XXe siècle. Elle disparut à la fin des années 60,  et les bâtiments de la brasserie ont été démolis. Y subsiste la résidence de la famille Van Haelen   propriété de la famille Surkyn et son grand jardin, bordé par le Linkebeek. En 1930, une deuxième ligne de chemin de fer a été construit juste à l'est du vieux Calevoet. Sur cette ligne de chemin de fer, une gare fut construite la gare de Moensberg.
Le nom Calevoet est désormais également utilisé pour une plus grande zone dans le sud-ouest de la commune d'Uccle. L'ancien Calevoet était situé à la frontière de l'actuel municipalités de Uccle, Beersel, Drogenbos et Linkebeek  au croisement de la chaussée d'Alsemberg avec le Linkebeek, à proximité de l'actuel arrêt de tramway Van Haelen (nommé d'après l'ancienne brasserie).

## Visites
- L'église paroissiale moderne Notre-Dame de la Consolation du quartier Calevoet-Horzel.

## Transport
Calevoet est traversé par la chaussée d'Alsemberg, une ancienne artère de sortie au sud de Bruxelles. Sur cette chaussée passe le tram 18. Juste à l'est du vieux hameau de Calevoet se trouve la gare de Moensberg sur la ligne 26 du chemin de fer, et au nord de celui-ci se trouve la gare d' Uccle-Calevoet le long de la ligne 124 du chemin de fer.

## Honneur
L'astéroïde (12341) Calevoet porte son nom.